# Alkahest
Alkahest (Alcahest) ist ein hypothetisches Universal-Lösungsmittel, das jede Substanz, einschließlich Gold, aufzulösen vermag. Viele Alchemisten haben nach diesem Lösungsmittel gesucht.
Alkahest ist ein Kunstwort, das möglicherweise von Paracelsus aus arabischen Wörtern gebildet wurde. Möglicherweise kannte Paracelsus auch aus mittelalterlichen Schriften die Flüssigkeit sal alkali (in Mittelalter und früher Neuzeit meist Pottasche), eine Lösung aus Kaliumhydroxid in Alkohol, die viele Stoffe auflösen kann. Paracelsus’ Rezept bestand aus Ätzkalk, Alkohol und Calciumcarbonat.
Ein Problem bezüglich des Alkahest wäre die Lagerung gewesen. Wenn es nämlich alles auflöste, dann auch jeden Behälter, in dem es gelagert wurde. Der Alchemist Philalethes hat daraufhin die Definition angepasst: Alkahest löst Stoff-Verbindungen in die Elemente auf, aus denen die Verbindungen bestehen.
Andere Quellen behaupten, dass Alkahest der Name des Elixiers des Lebens sei, welches aus dem Stein der Weisen gewonnen werde.